# 𠄳站
𠄳站（越南语：／），一译浹站，是越南河同铁路上的一座接轨站。分岔出准轨克下铁路至下龙湾，以及准轨克太铁路至太原市。
𠄳站为越南鐵路公司主管的二等车站。站内多条铁路交错纵横。还有两座大型货物服务设备仓库及两座土基卸货区，一座混凝土卸货区。2023年，该火车站正式投入国际联运运营业务。